# Coline Ballet-Baz
Coline Ballet-Baz (Fontaine-lès-Dijon, 12 juni 1992) is een Franse freestyleskiester.

## Carrière
Bij haar wereldbekerdebuut, in februari 2013 in Silvaplana, scoorde Ballet-Baz direct wereldbekerpunten. In januari 2014 behaalde de Française in Gstaad haar eerste toptienklassering in een wereldbekerwedstrijd. Tijdens de wereldkampioenschappen freestyleskiën 2015 in Kreischberg eindigde ze als tiende op het onderdeel slopestyle. In januari 2017 stond Ballet-Baz in Seiser Alm voor de eerste maal in haar carrière op het podium van een wereldbekerwedstrijd. Op de wereldkampioenschappen freestyleskiën 2017 in de Spaanse Sierra Nevada eindigde de Française als negende op de slopestyle. Op 18 november 2017 boekte ze in Milaan haar eerste wereldbekerzege.
In Park City nam Ballet-Baz deel aan de wereldkampioenschappen freestyleskiën 2019. Op dit toernooi eindigde ze als veertiende op het onderdeel big air.

## Resultaten

### Wereldkampioenschappen
| Jaar | Plaats        | Resultaat      |
| ---- | ------------- | -------------- |
| 2015 | Kreischberg   | 10e Slopestyle |
| 2017 | Sierra Nevada | 9e Slopestyle  |
| 2019 | Park City     | 14e Big air    |

### Wereldbeker
Eindklasseringen
| Seizoen   | Algm | BA  | SS    |
| --------- | ---- | --- | ----- |
| 2012/2013 | 176e | –   | 40e   |
| 2013/2014 | 141e | –   | 32e   |
| 2014/2015 | 87e  | –   | 10e   |
| 2016/2017 | 20e  | 10e | Brons |
| 2017/2018 | 70e  | 5e  | 44e   |
| 2018/2019 | 75e  | 8e  | 21e   |

Wereldbekerzeges
| Datum            | Plaats | Onderdeel |
| ---------------- | ------ | --------- |
| 18 november 2017 | Milaan | Big air   |